# Glenea lineatocollis
Glenea lineatocollis là một loài bọ cánh cứng trong họ Cerambycidae.